# Селцо (град)
Селцо (на руски: Сельцо́) е град на областно подчинение в Брянска област, Русия. Населението на града към 1 януари 2018 година е 16 554 души.

## История
Селището е основано през 1870 година, през 1990 година получава статут на град.

## География
Градът е разположен по брега на река Десна, на 22 км от Брянск.